# Blaashal

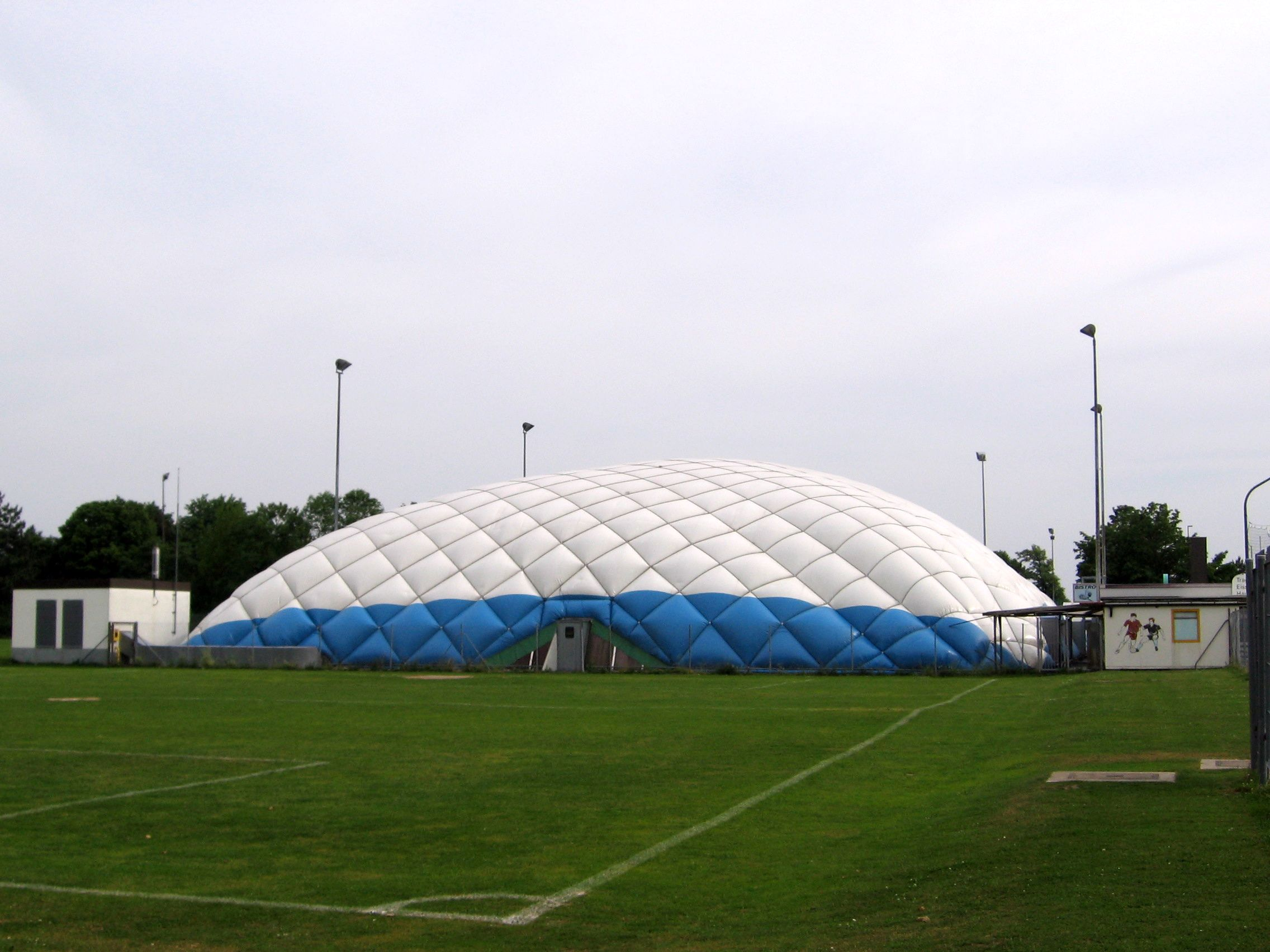
Een blaashal in het stadsdeel Augsburg-Haunstetten van de Duitse stad Augsburg, die wordt gebruikt als ijshal

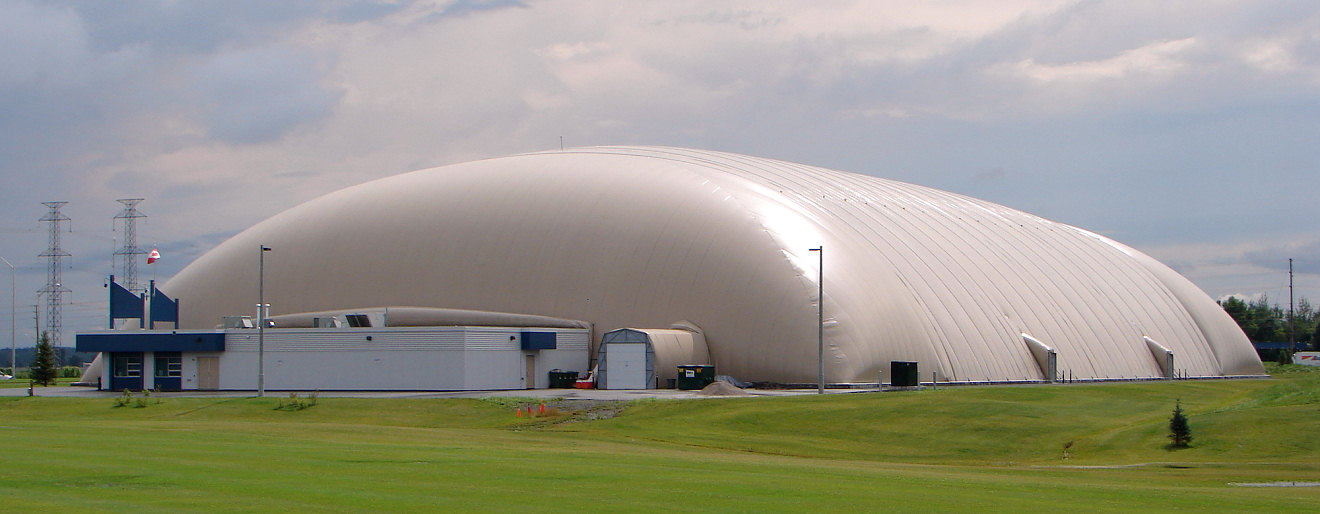
Een overdekt voetbalveld toont dat met een blaashal een grote overspanning kan worden gemaakt.

Een blaashal, luchthal, luchtdraaghal, ballonhal of opblaashal is een koepelvormige, opgeblazen, elastische, luchtdichte ruimte, die over een vaste bodemplaat beschikt (vaak beton). De ruimte wordt door een druksluis betreden. Een constant draaiende ventilator zorgt voor de handhaving van de benodigde lichte overdruk in de blaashal.
Blaashallen zijn goedkoper en kunnen sneller worden opgebouwd dan massieve gebouwen. Om die reden worden ze vaak gebruikt als tijdelijke accommodatie (provisorium) voor beurzen, opslagruimtes of evenementen of als voorlopige overkapping voor zomersportactiviteiten in de winter.
Een aanpassing van de blaashal is het blaasdak. Hier vormt de elastische en met overdruk in vorm gebrachte ruimte een dak voor een verder conventioneel uitgevoerd gebouw. Omdat hierbij de onder druk staande binnenruimte niet wordt betreden, vormt het blaasdak ook een verwant van het luchtkussen.
Blaashallen worden soms ook voor radomen (radarkoepels) ingezet.